# Aggius
Pour l’article ayant un titre homophone, voir Agius (homonymie).
Vous lisez un « bon article » labellisé en 2015.
Aggius, Àggju en gallurais ('aɟːu) et Azos en sarde, est une commune de la province de Sassari dans la région Sardaigne en Italie. Elle se trouve dans la région historique et géographique de la Gallura, en moyenne montagne dans un environnement rocailleux et granitique.
Le village est une place forte du banditisme sarde au XVIIIe siècle et au XIXe siècle. Ce pan de l'histoire locale est l'objet d'un des trois musées localisés à Aggius.  Historiquement, la superficie d'Aggius était plus de trois fois plus grande que son extension actuelle. En effet, les villages suivants dépendaient alors d'Aggius : Trinità d'Agultu e Vignola (création de la commune en 1958), Badesi (1968) et Viddalba (1975).
Un habitant d'Aggius est un Aggesi.

## Géographie

### Localisation
Aggius se trouve à 5,5 km à vol d'oiseau de Tempio Pausania, à 46 km d'Olbia, à 61 km de Sassari et à 187 km de Cagliari. Les différentes communes limitrophes d'Aggius sont les suivantes :
| Trinità d'Agultu e Vignola | Aglientu        | Aglientu        |
| Viddalba                   | Aggius          | Tempio Pausania |
| Viddalba                   | Tempio Pausania | Tempio Pausania |

### Relief et géologie

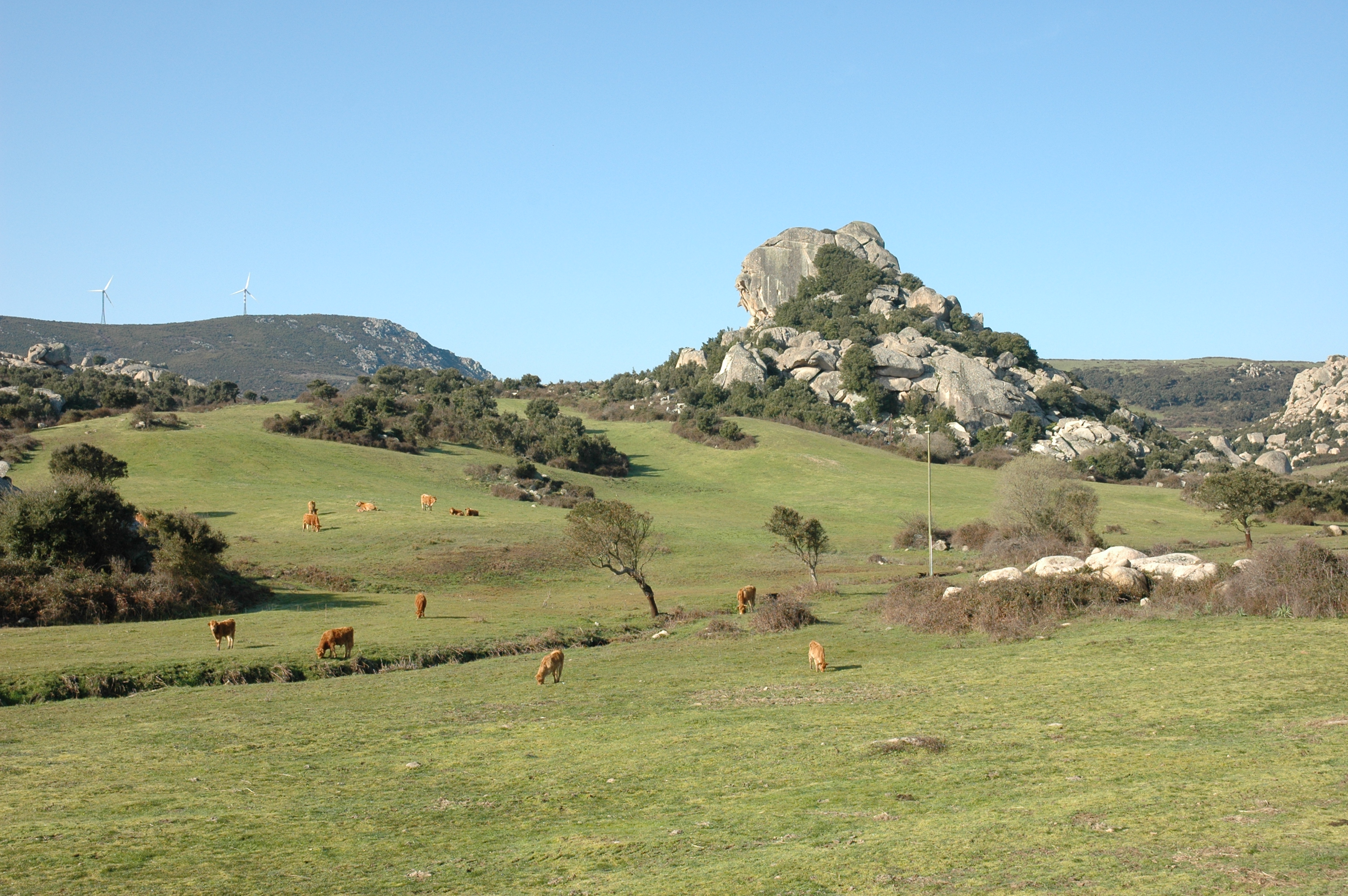
Vue de La Valle della Luna.

La Valle della Luna, située au nord de la ville, est un plateau datant du Quaternaire duquel émergent de nombreux et volumineux blocs de granite.
La ville elle-même se trouve à proximité d'un ensemble montagneux appelé parfois les Monts Aggius et dont les monts les plus connus sont le Monti Sotza, ou Sozza, haut de 759 m (40° 55′ 43″ N, 9° 02′ 47″ E) et le Monti della Croce, en français : Mont de la croix, (40° 55′ 56″ N, 9° 03′ 40″ E) haut de 693 m,.

### Hydrographie

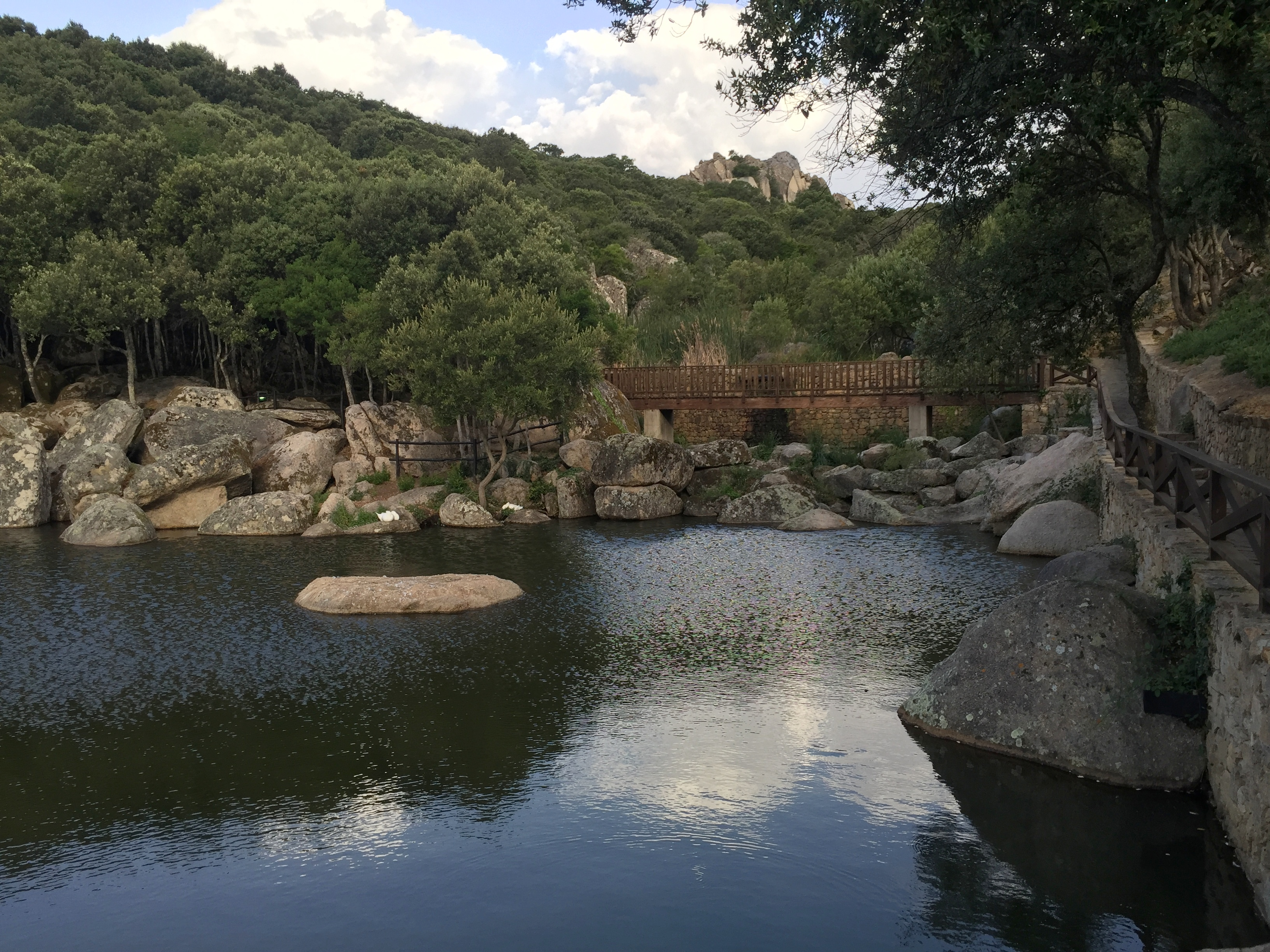
Le Lago Santa Degna.

Un petit ruisseau prenant sa source près du Monti Motza traverse le territoire communal d'ouest en est : le « riu Mannu ». Il a comme affluent le « riu Pustogliu » qui marque une des frontières entre Aggius et Tempio Pausania. Le riu Mannu se jette dans le « riu Manzoni » qui lui-même se jette dans le fleuve Liscia. Ainsi, une petite partie du territoire d'Aggius (située au sud-est) se trouve dans le bassin hydrographique du Liscia.
La mer Méditerranée est à 25 km au nord-ouest (pour rallier Isola Rossa, par exemple). Le fleuve Coghinas coule à une dizaine de kilomètres à vol d'oiseau du centre d'Aggius, au sud-ouest.
Enfin, le Lago Santa Degna (Laghetti di Aggius) est un petit étang qui se trouve à quelques centaines de mètres à l'ouest du centre-ville,.

### Climat
La station météorologique de Tempio Pausania (d), située à moins de 10 km d'Aggius, permet d'obtenir des données pertinentes sur le climat local,,. Le climat à Aggius est méditerranéen, donc plutôt « tempéré chaud » : c'est-à-dire des étés chauds et secs et des hivers doux et humides.
| Tempio Pausania (1951-1980) | Jan | Fév | Mar  | Avr  | Mai  | Jui  | Jui  | Aoû  | Sep  | Oct  | Nov  | Déc | Ann   |
| --------------------------- | --- | --- | ---- | ---- | ---- | ---- | ---- | ---- | ---- | ---- | ---- | --- | ----- |
| T moyennes maximales (°C)   | 8.6 | 8.8 | 11.2 | 14.4 | 18.5 | 22.6 | 26.2 | 26.0 | 23.0 | 17.7 | 13.2 | 9.6 | 16.69 |
| T moyennes minimales (°C)   | 4.2 | 3.8 | 5.1  | 7.6  | 10.8 | 14.2 | 17.2 | 17.3 | 15.0 | 11.2 | 8.0  | 5.2 | 9.9   |
| Précipitations (mm)         | 78  | 92  | 80   | 61   | 46   | 32   | 15   | 23   | 41   | 84   | 117  | 116 | 65.4  |

## Urbanisme et voies de communication
La frazione de Bonaita dépend d'Aggius (située au nord-ouest du centre-ville) : en 2001, elle était peuplée de 65 habitants (40° 56′ 26″ N, 9° 01′ 04″ E).
La gare d'Aggius est située sur la ligne Sassari - Tempio - Palau reliant Sassari à Palau en passant par Tempio Pausania. Depuis 1997, la gare est exclusivement utilisée par le train touristique Trenino verde.
Les lignes de car no 9319, 9316 et 9328 de l'ARST desservent Aggius en reliant notamment la commun à Tempio Pausania, à trois kilomètres.
 : en matière de réseau routier, le territoire communal est traversé du nord au sud par la route provinciale SP 27 (SP : strada provinciale) qui traverse le centre-ville (correspondant ainsi à la Via Roma, artère principale de la ville) pour ensuite se diriger vers Tempio Pausania.

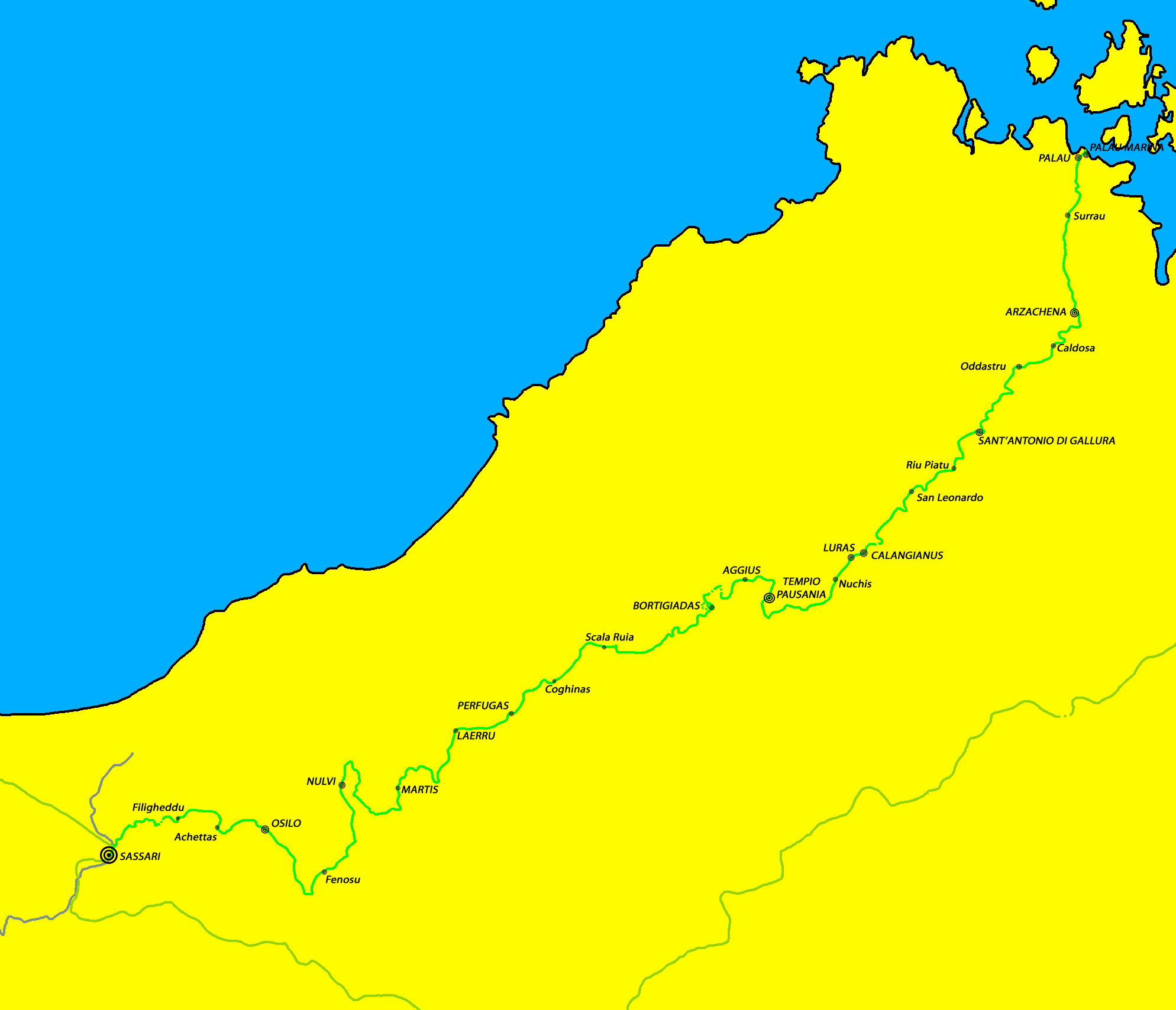
La carte de la ligne Sassari - Tempio - Palau.
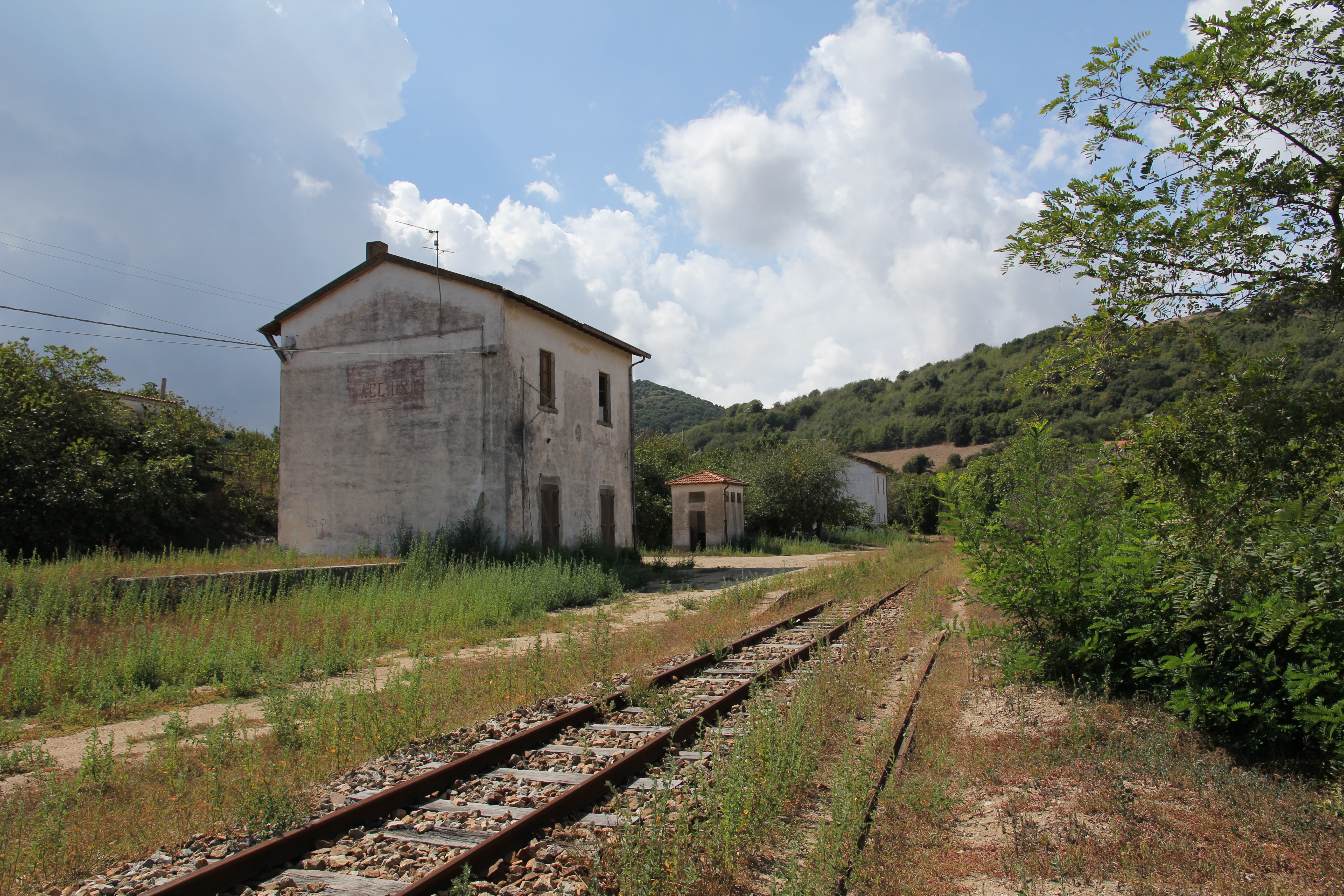
Vue du bâtiment de la gare.
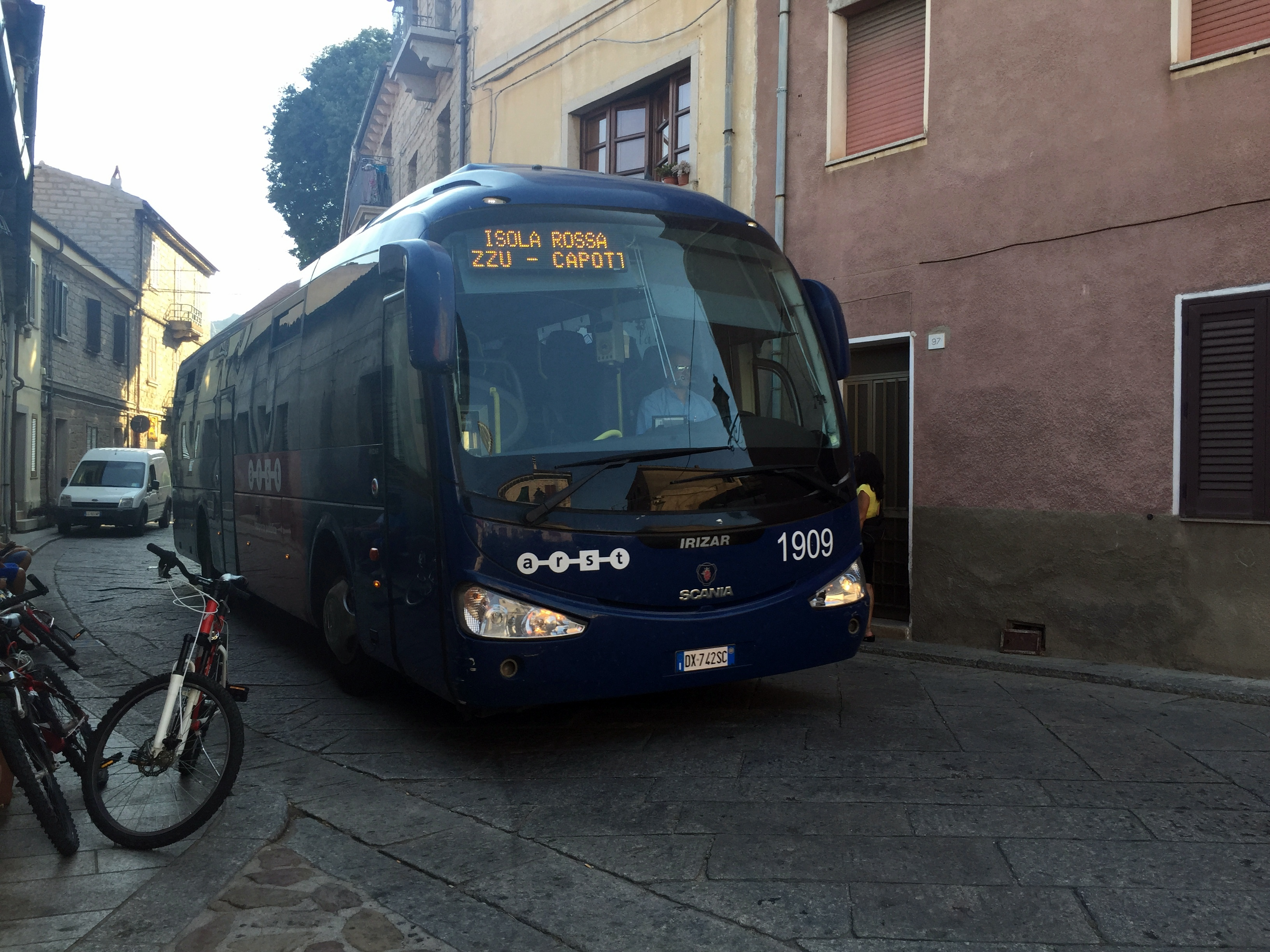
Le car ARST de la ligne 9319 en direction d'Isola Rossa.

## Toponymie
Aggius pourrait provenir de « aghios » (sacré en grec), voire de « agnus » (agneau en latin). Une hypothèse secondaire est qu'Aggius serait issu de « ajus » (a-jus) c'est-à-dire « sans loi » en gallurais et correspondrait ainsi au caractère historiquement rebelle de la ville,. L'hypothèse « aghios » est en général retenue d'autant que la graphie « agios » se retrouve dans des documents anciens avant de devenir « agius » puis « aggius ».

## Histoire
L'histoire d'Aggius est particulièrement liée à celles de Tempio Pausania et de la Gallura en général.

### Antiquité
On rencontre comme ailleurs en Sardaigne, la civilisation prénuragique, puis la civilisation nuragique, comme en témoigne la présence à proximité du territoire communal du Nuraghe Izzana datant des années 1500 av. J.-C.. Près d'Aggius passait une voie romaine reliant Tibula au nord de l'île (à proximité de l'actuel Santa Teresa Gallura au sud de la Sardaigne). On signale également la présence de deux villas romaines à proximité d'Aggius : Monticarello et Scalia.
Par la suite, Aggius dépend de la province romaine de Corse-Sardaigne. Le déclin progressif de l'Empire romain le voit se retirer peu à peu de l'île.

### Moyen Âge

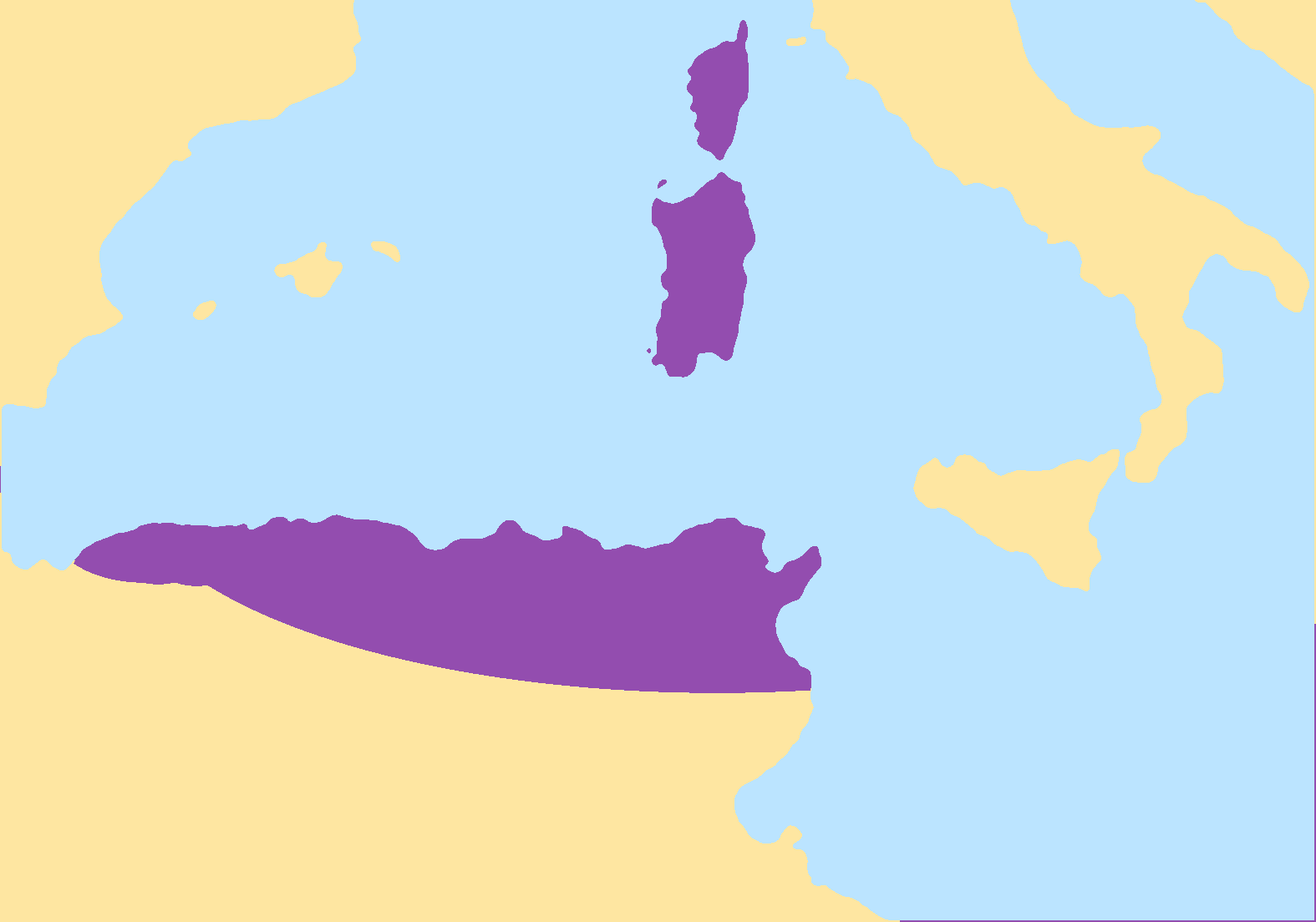
Le royaume vandale d'Afrique duquel dépend la Sardaigne de 450 à 530 environ.

À partir des années 450, le royaume vandale domine l'île de Sardaigne. Cette domination perdure jusqu'en 533 et la conquête de l'île par Byzance. Petit à petit, l'île évolue vers une certaine autonomie concrétisée par le système de judicats : Aggius dépend alors du judicat de Gallura. La région d'Aggius est ensuite sous domination successive dne la famille Doria ou des Arborensi avant que Pise ne devienne la puissance dominante. Dans un dictionnaire publié dans les années 1830, il est indiqué qu'en 1639, beaucoup d'habitants de la Gallura fabriquent de la fausse monnaie et que Fraili est particulièrement indiquée pour ce travail clandestin. En effet, son profil escarpé rend difficile la capture des criminels s'y dissimulant. L'histoire locale du banditisme trouve d'une part son origine dans cette fabrication de fausse monnaie mais également par le commerce illégal qui existe dès cette époque avec la Corse.

### Renaissance
À partir du XIVe siècle, l'île est sous domination aragonaise et c'est de cette époque que remontent les premières mentions écrites du village sous la graphie « Agios » sur des documents relatifs au prélèvement de l'impôt à destination d'un lieu qui n'est encore qu'une « villa ».
Dans la première moitié du XVIIe siècle, Aggius est spécialement connu pour son activité de forge à l'origine d'ailleurs de la toponymie d'une montagne proche du village, Fraili ou Monti Fralli,.

### XVIIIesiècleetXIXesiècle

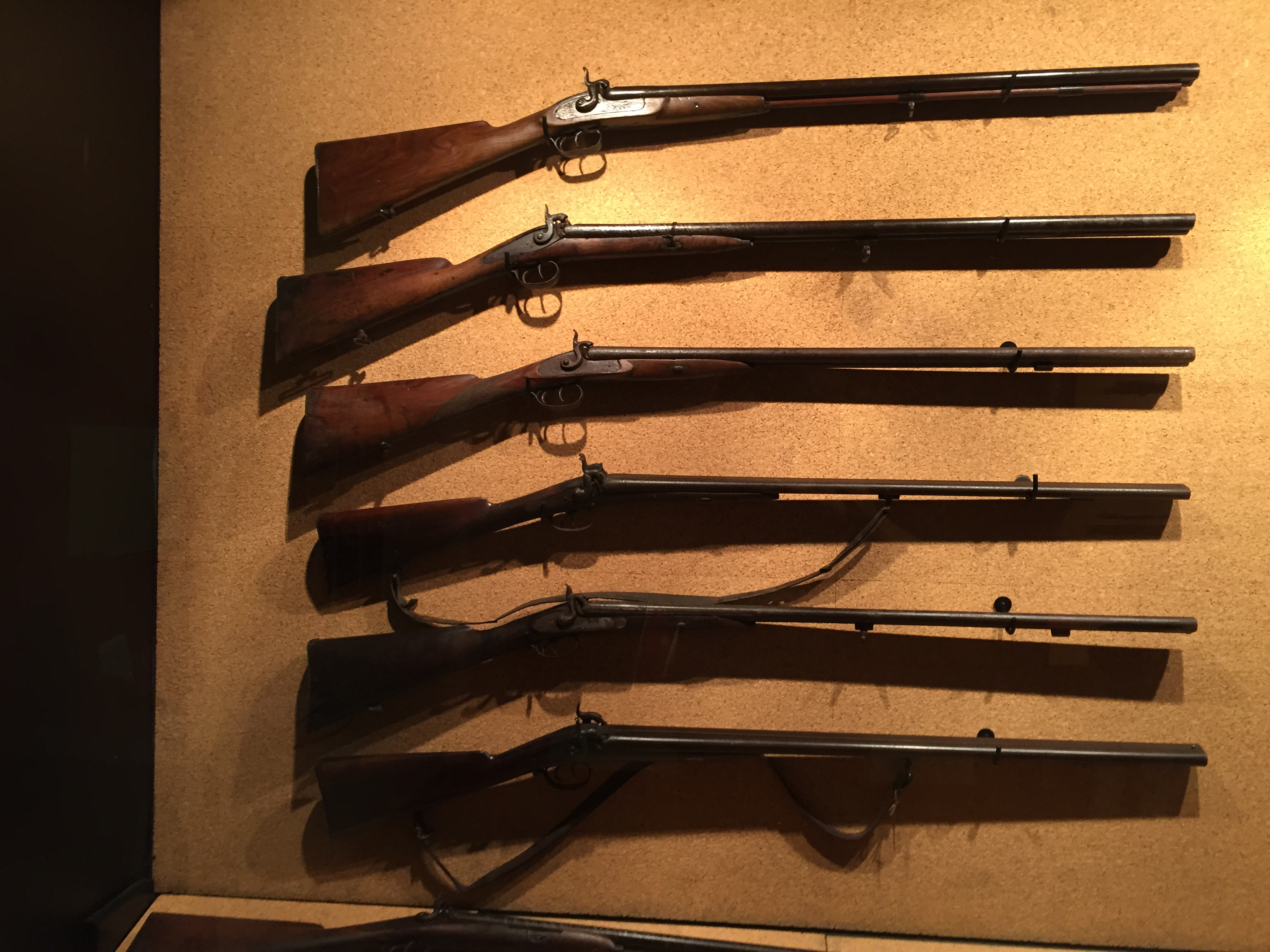
Collection d'armes du XIXe siècle de contrebandiers d'Aggius, exposés au musée local du banditisme.

À partir du XVIIIe siècle et plus précisément à partir de 1720, Aggius dépend du royaume de Sardaigne et donc dans la zone d'influence savoyarde. Par la suite le village dépend du royaume d'Italie à la suite du Risorgimento. Au début du XIXe siècle, les différents trafics et autres activités de contrebande à Aggius, ulcèrent les autorités conduisant même Joseph-Placide de Savoie (1766-1802), comte de Maurienne et gouverneur de Sassari à préconiser dans une lettre écrite peu avant sa mort, la destruction d'Aggius. Par la suite, le village est soumis à des combats fratricides entre familles et notamment entre les Vasa et les Mamia dont certains aspects ont inspiré Il Muto di Gallura à Enrico Costa. La guerre Vasa-Mamia s'est conclue le 26 mai 1856 par une cérémonie officielle en présence d'une large foule provenant de toute la Gallura. De façon très anecdotique, le Printemps des peuples semble avoir eu une répercussion toute locale à Aggius : une République d'Aggius fut proclamée en 1848 dont l'existence dura 2 jours.

### XXesiècle
Le 22 juillet 1938, Aggius reçoit la visite du prince Humbert de Savoie venu inspecter les forces stationnant à Razzagghju (site situé entre Aggius et Tempio Pausania). Il en profite pour visiter l'église Sainte-Victoire et pour inaugurer sa nouvelle cloche. Il fera un second voyage à Aggius en 1939, cette fois accompagné de son épouse Marie-José.
Au cours de la Seconde Guerre mondiale, Aggius accueille de nombreux réfugiés en particulier venant de La Maddalena. À proximité d'Aggius stationnait un régiment d'infanterie ; des engins explosifs ont régulièrement été trouvés à proximité après-guerre. Le 30 novembre 1945, trois enfants jouant sur le site provoquent l'explosion d'un des engins restés sur le site. L'un est mort et les deux autres sont sérieusement blessés. Au sortir de la guerre, Sebastiano Deiana est le dernier maire fasciste remplacé par Battista Sanna, le premier maire républicain d'Aggius.
Le 28 juillet 1983, un important incendie ravage la campagne environnante de Tempio Pausania et d'Aggius : l'incendie de Curraggia, du nom de la colline où il fit particulièrement rage ; le bilan s'est élevé à 9 morts et 15 blessés parmi les combattants du feu. L'un des neuf morts est Tonino Manconi (50 ans), ex-secrétaire de mairie à Aggius.
Dépendant précédemment de la province de Sassari, Aggius dépend depuis 2001 de la province d'Olbia-Tempio. Historiquement les villages suivants dépendaient d'Aggius : Trinità d'Agultu e Vignola (création de la commune en 1958), Badesi (1968) et Viddalba (1975).

## Politique et administration
Le territoire historique d'Aggius couvrait 289 km2 ; la création des communes Trinità d'Agultu e Vignola (en 1958), de Badesi (en 1968) puis de Viddalba (en 1975), dont les territoires respectifs étaient auparavant intégrés au territoire communal d'Aggius, a abaissé la superficie à environ 83 km2.
Depuis la promulgation de la loi régionale numéro 9 du 12 juillet 2001 Aggius dépend de la province d'Olbia-Tempio ; jusque-là la commune dépendait de la province de Sassari.

### Liste des maires
| Période                                  | Période  | Identité                   | Étiquette | Qualité                          |
| ---------------------------------------- | -------- | -------------------------- | --------- | -------------------------------- |
| mai 2005                                 | mai 2015 | Francesco Giovanni Muntoni |           | né le 7 juillet 1948 à Aggius    |
| 31 mai 2015                              | En cours | Nicola Muzzu               |           | géomètre (né le 22 février 1958) |
| Les données manquantes sont à compléter. |          |                            |           |                                  |

#### Scrutin de 2015
En 2015, Nicola Muzzu (Civica uniti per Aggius) remporte l'élection en battant Giovanni Ricci (Insieme per cambiare Aggius) par 53,33 % des suffrages exprimés,.

### Instances judiciaires et administratives
Aggius appartient à la circonscription du tribunal de Tempio Pausania (tribunale di Tempio Pausania).
Historiquement, la commune d'Aggius comme ailleurs en Gallura était soumise à une forme d'arbitrage — destinée à résoudre les conflits — de tradition orale nommée « rasgioni », en vigueur dans la région jusque dans les années 1960.

### Politique environnementale

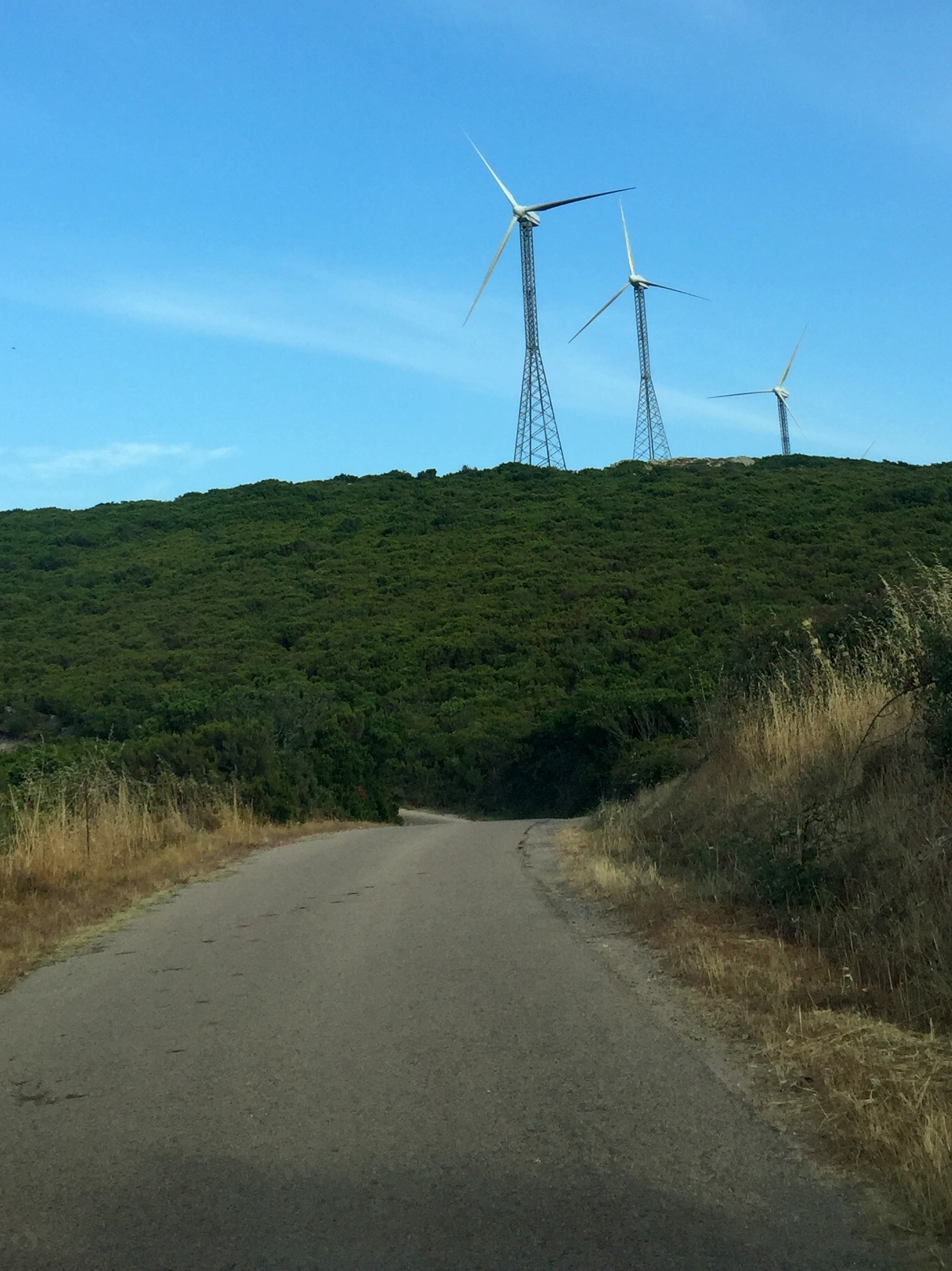
Ferme éolienne à Aggius.

Le risque sismique à Aggius est très faible — comme dans toute la Sardaigne — : en effet la commune est en catégorie 4 qui correspond à « une sismicité très basse, PGA inférieur à 0,05 g ».
Une ferme éolienne est située à Aggius ; elle fournit une puissance de 27,2 MW. Elle est divisée en deux parties qui appartiennent toutes deux à Erg Renew (d) :
- la première partie, mise en service en 2001, représente 17,82 MW produits par 27 éoliennes Vestas V47/660[36] ;
- la seconde partie, mise en service en 2002, représente 9,35 MW produits par 11 éoliennes Vestas V52/850[36].

## Population et société

### Démographie
Habitants recensés

### Enseignement
On dénombre plusieurs écoles à Aggius :
- une école maternelle située Via Coltis ;
- une école primaire (de 5 à 11 ans) située Via Roma ;
- un collège (de 11 à 14 ans) situé sur les hauteurs d'Aggius et nommé « Michele Pisano » en l'honneur d'un poète de la ville.

### Manifestations culturelles et festivités

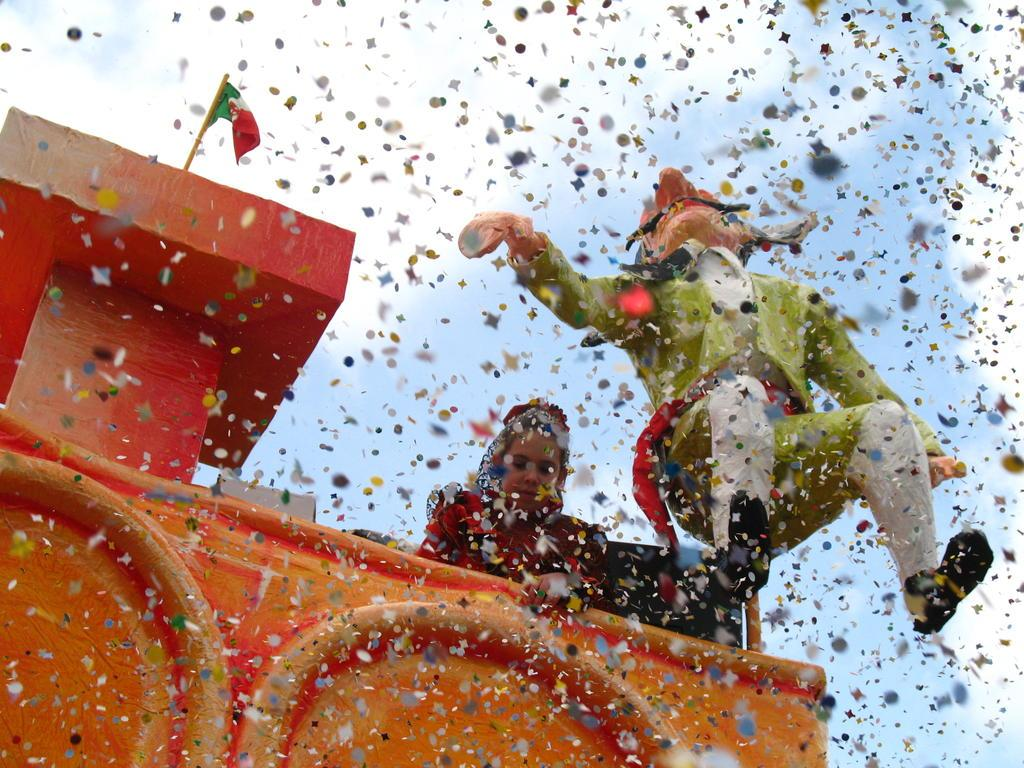
Carnaval de Tempio Pausania en 2009.

La semaine sainte en Sardaigne (d) se distingue par des rites propres à l'île au cours de la semaine sainte : en pratique, entre autres, un certain nombre de processions se déroulent et la tradition est particulièrement suivie à Aggius,.
Le carnaval de Tempio Pausania, qui se déroule à quelques kilomètres d'Aggius, est l'un des plus célèbres carnavals d'Italie. L'évènement attire des milliers de visiteurs chaque année. La première édition comportant un défilé a eu lieu en 1956. Traditionnellement, le défilé de chars est ouvert par le Roi Georges (Re Giorgio) : au cours du carnaval, il rencontre et se lie à une roturière, Mannena (en général vêtue très légèrement). Mannena lui « donne » alors un fils qui sera le Roi Georges l'année suivante.

### Sports
La commune est dotée d'un terrain de football — dont elle est propriétaire — situé à proximité de l'école Michele-Pisano et plutôt adapté à la pratique du futsal. On trouve également à Aggius : des terrains de tennis, un club de bowling, un gymnase (à destination des scolaires de l'école Michele-Pisano) et une petite piscine communale.
Le 13 mai 2007, la deuxième étape du Tour d'Italie cycliste, Tempio Pausania - Bosa, passe à Aggius (4,2 km).
Depuis 2012, la commune est dotée d'une équipe de football, l'A.S.D. Valle della Luna, qui évolue à un modeste niveau régional.

### Médias
Quelques journaux proposent des informations sur Aggius : c'est entre autres le cas de L'Unione Sarda et de La Nuova Sardegna.

### Cultes
Pour le culte catholique, Aggius dépend du diocèse de Tempio-Ampurias, diocèse suffragant de l'archidiocèse de Sassari, dans la région ecclésiastique de Sardaigne. La paroisse et son église principale sont dédiées à Santa Vittoria ; c'est le cas en 1985 de seize églises et six paroisses en Sardaigne.

## Économie

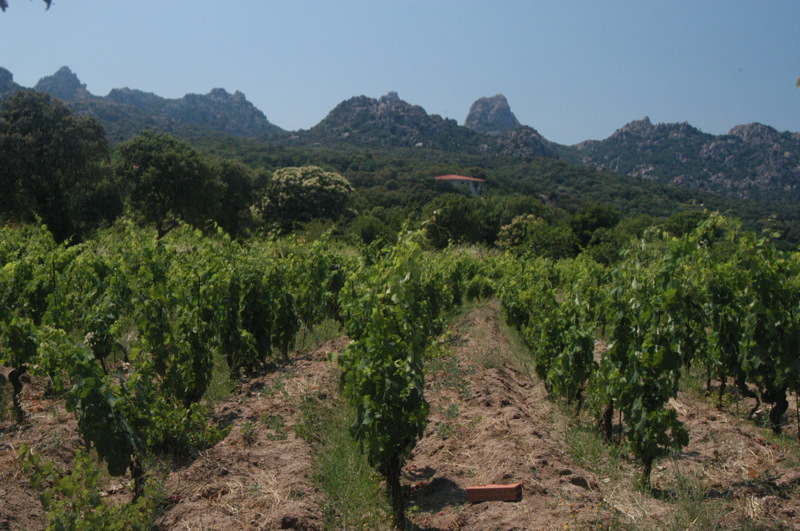
Une vigne à Aggius.

L'économie d'Aggius est essentiellement basée sur les activités agricoles, la production de chêne-liège, ainsi que sur l'artisanat, en particulier le travail du granite et le tissage artisanal de tapis.
En ce qui concerne l'agriculture, Aggius fait partie de la zone de production de la dénomination viticole Vermentino di Gallura.
La ferme éolienne située à proximité du bourg est jugée comme importante pour l'économie locale.
Enfin, le tourisme prend un peu d'importance à Aggius comme en témoigne la distinction Bandiera arancione reçue du Touring Club Italiano en 2005. Au 29 mars 2015, seules six communes de Sardaigne détiennent ce label,.

## Culture locale et patrimoine

### Lieux et monuments
Il y a trois musées à Aggius : le musée ethnographique Oliva Carta Cannas (MEOC), le musée du banditisme d'Aggius. Le MEOC accueille également des expositions artistiques comme c'est le cas en 2015, avec les artistes contemporains Rosanna Rossi, Zaza Calzia, Josephine Sassu, Narcisa Monni et Vittoria Soddu. Enfin le musée de l'amour perdu ouvert en 2019 se propose d'exposer des photographies autour de la thématique de l'amour perdu.

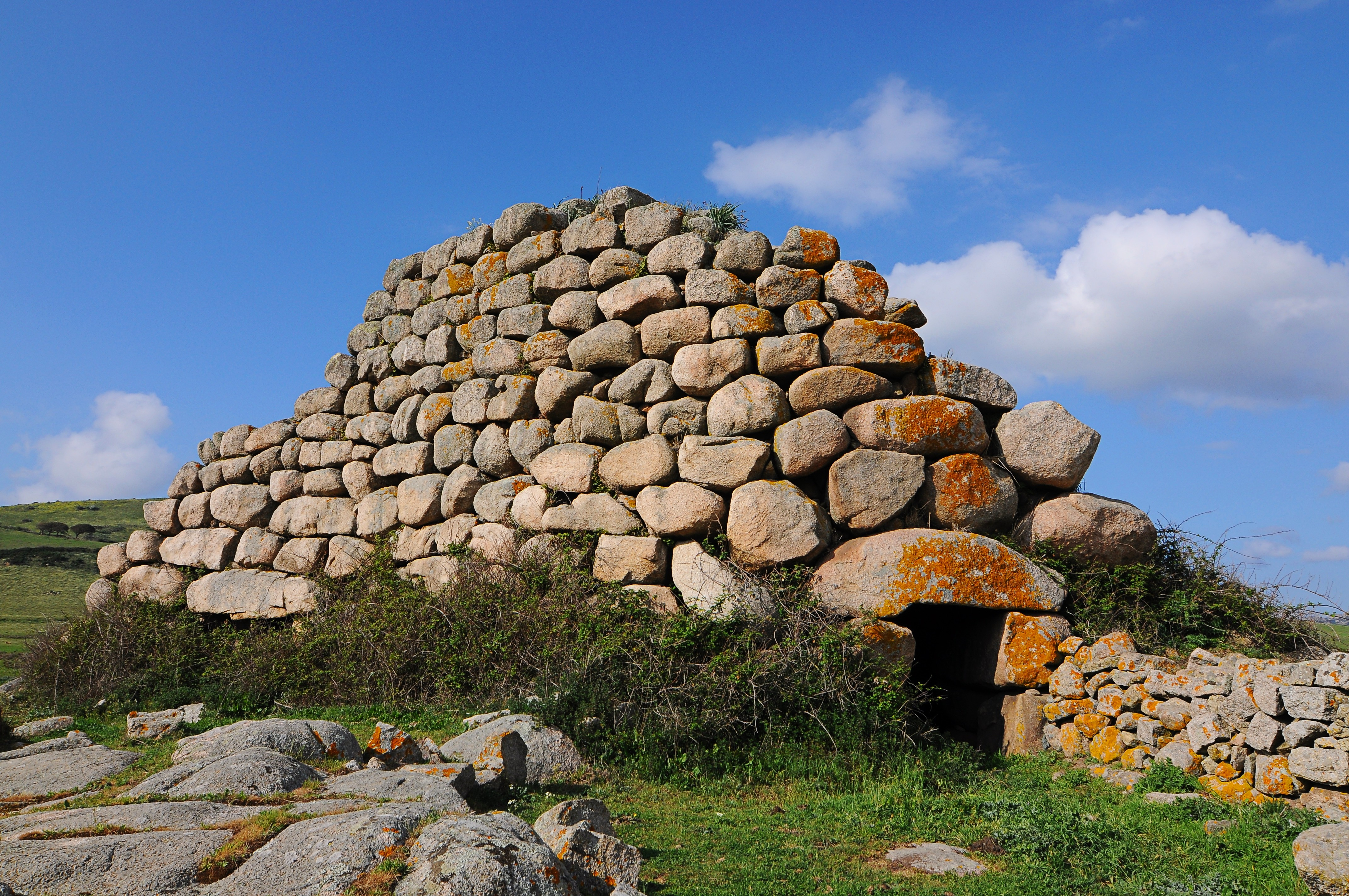
Nuraghe Izzana.

Un nuraghe, Nuraghe Izzana, se trouve au nord de la ville dans la Valle della Luna : dans les faits, il se trouve sur le territoire de Tempio Pausania, à quelques dizaines de mètres de celui d'Aggius.
Le Lago Santa Degna (Laghetti di Aggius), est un petit étang, situé à quelques centaines de mètres à l'ouest du centre-ville.

#### Églises
La ville compte quatre églises en ville :
- l'église Sainte-Victoire (1536) ;
- l'église Sainte-Croix (1709), située à proximité immédiate ;
- l'église de la Vierge d'Itria (1750) :
- l'église Notre-Dame-du-Rosaire (1727)[56].

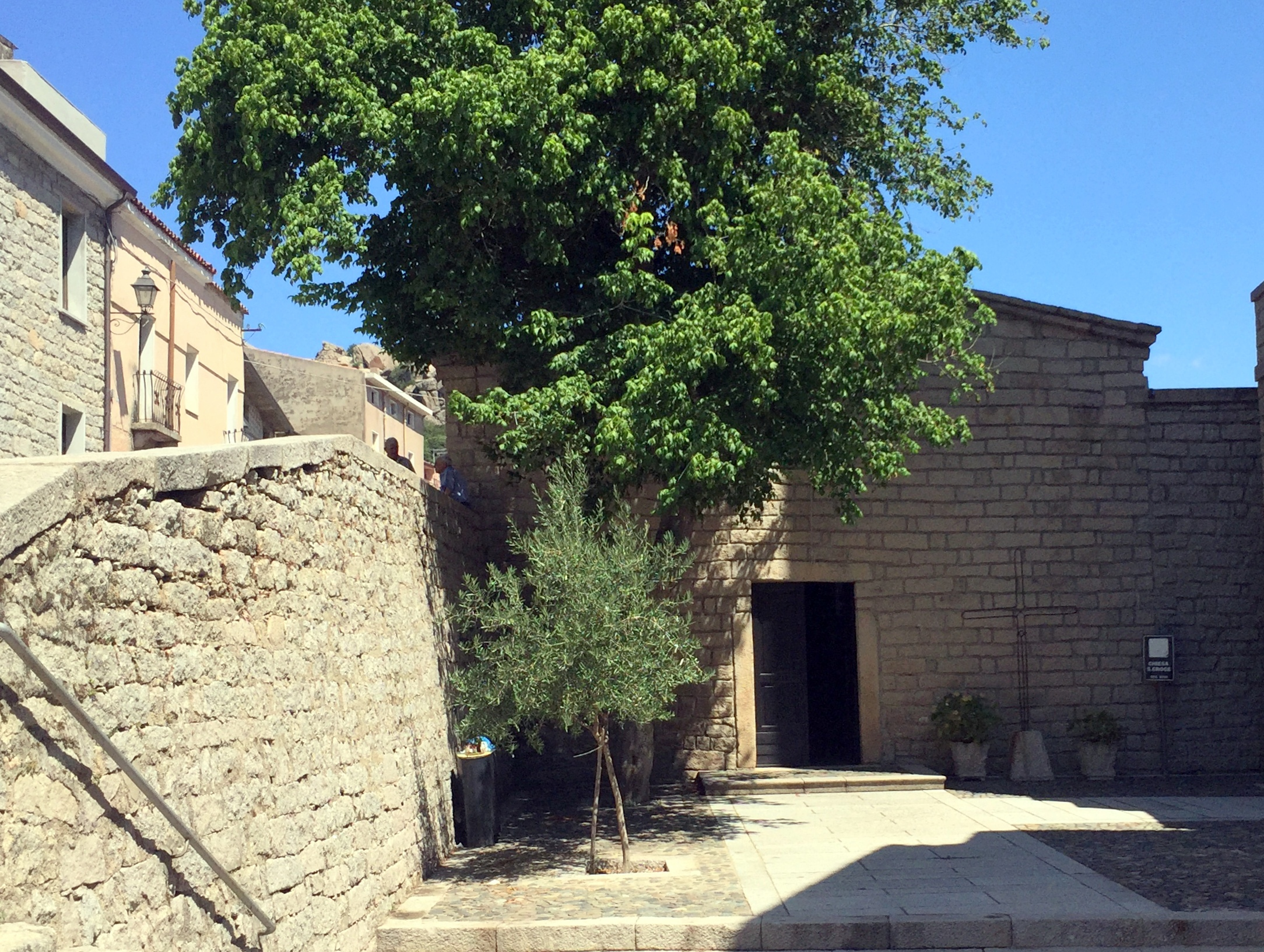
L'église Sainte-Croix.
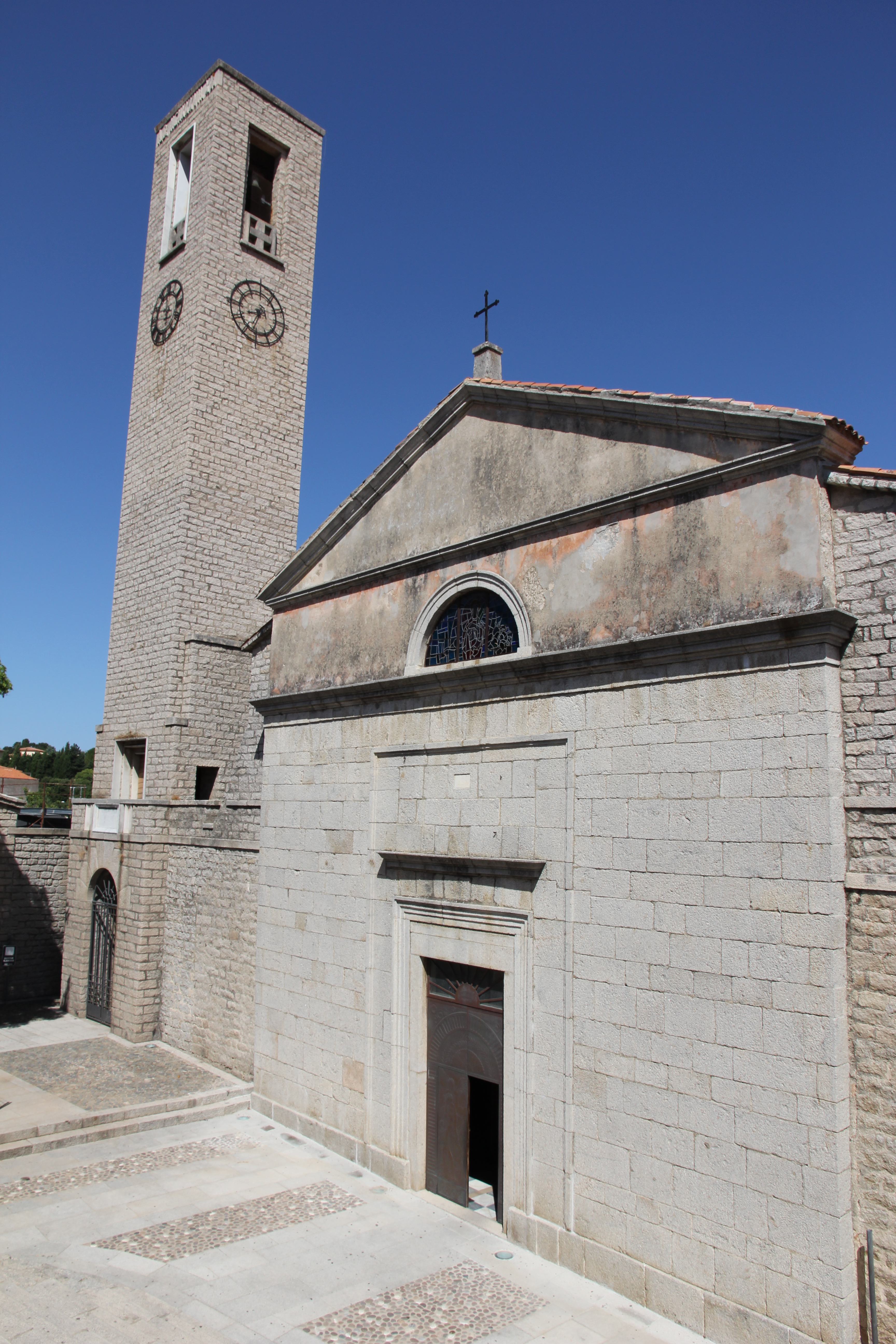
L'église Sainte-Victoire.
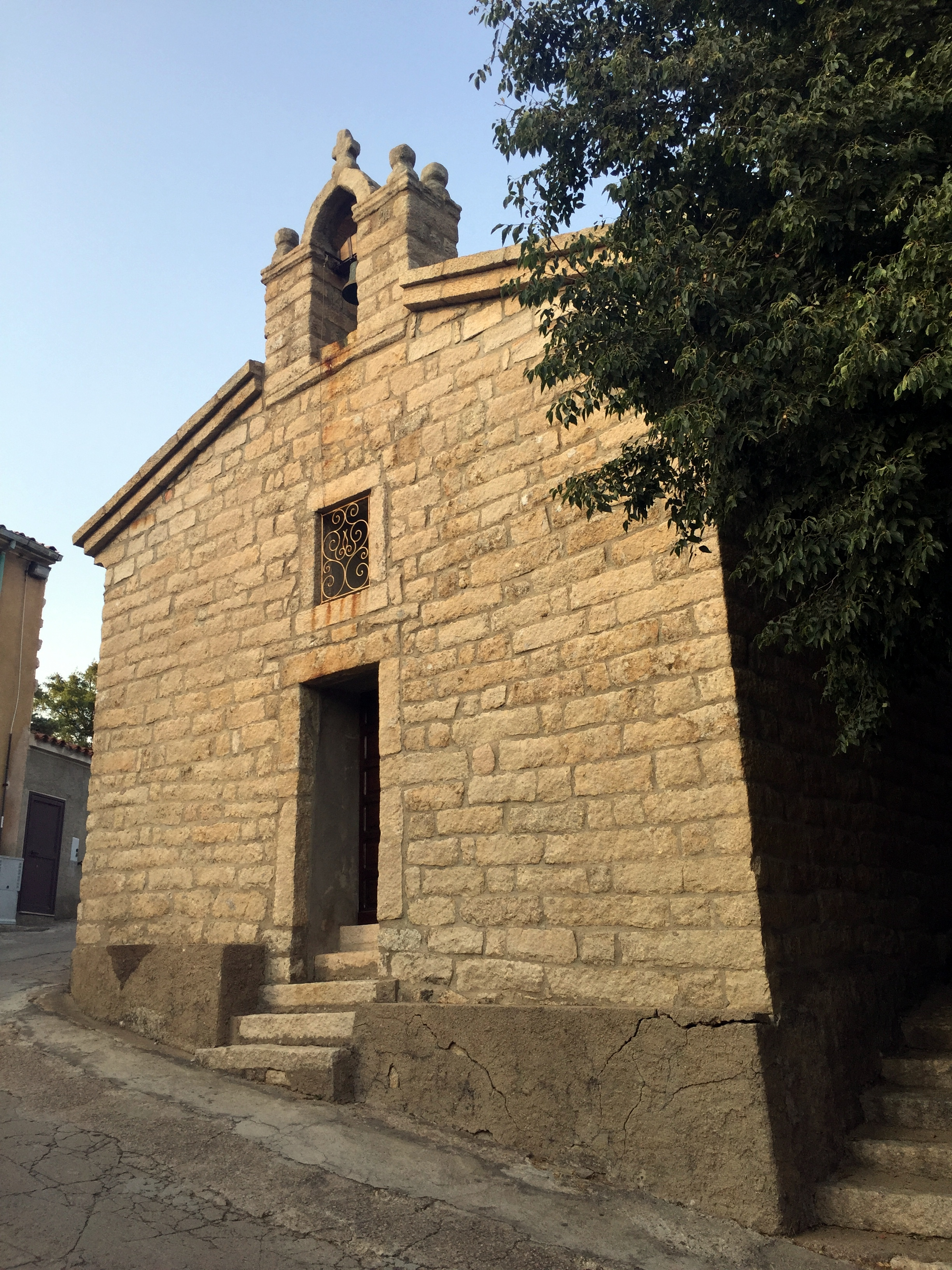
L'église de la Vierge d'Itria.
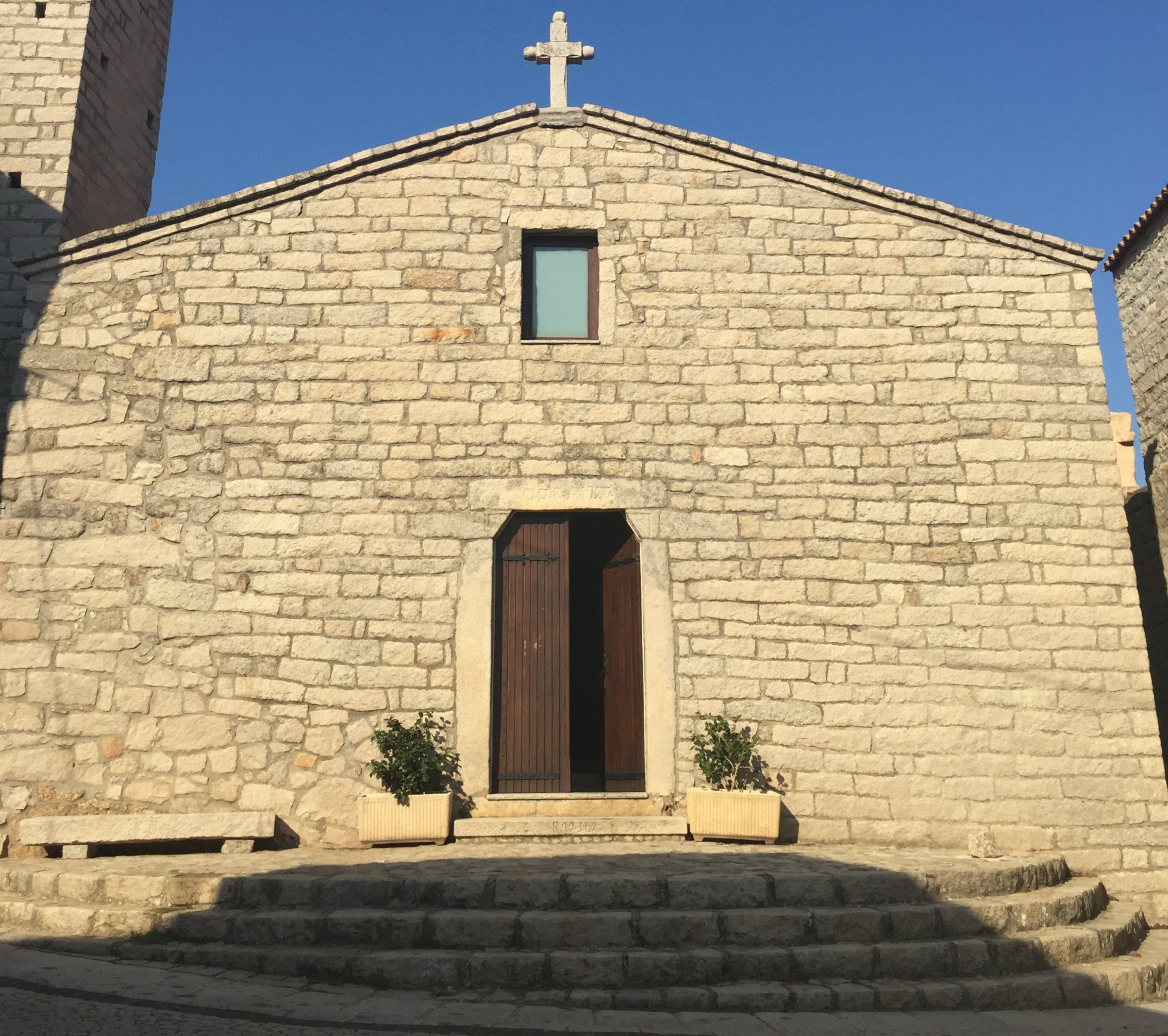
L'église Notre-Dame-du-Rosaire.

Outre les quatre églises du centre-ville, quatre (ou cinq) autres églises champêtres se trouvent sur le territoire communal :
- l'église Saint-Philippe, petite chapelle champêtre appartenant à la commune depuis 1967[58]. Elle est située dans la Valle della Luna (40° 57′ 11″ N, 9° 01′ 49″ E) ;
- l'église Notre-Dame-de-la-Paix située dans la frazione de Bonaita[58] (40° 56′ 16″ N, 9° 01′ 12″ E) ;
- l'église Saint-Lussorio[58],[59], église champêtre (40° 57′ 17″ N, 8° 59′ 32″ E) ;
- l'église Saint-Pierre de Ruda[58], église champêtre datant des années 1800[60],[61], (40° 58′ 18″ N, 9° 01′ 11″ E) ;
- l'église Saint-Jacques (en gallurais : Santu Jagu), édifiée en 1820, partiellement restaurée en 1971 et depuis complètement abandonnée[62]. Dépendant de la paroisse d'Aggius, elle se trouve sur le territoire de Tempio Pausania (40° 57′ 54″ N, 9° 05′ 43″ E).

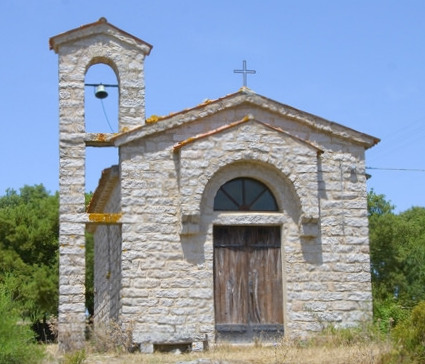
L'église Saint-Philippe.
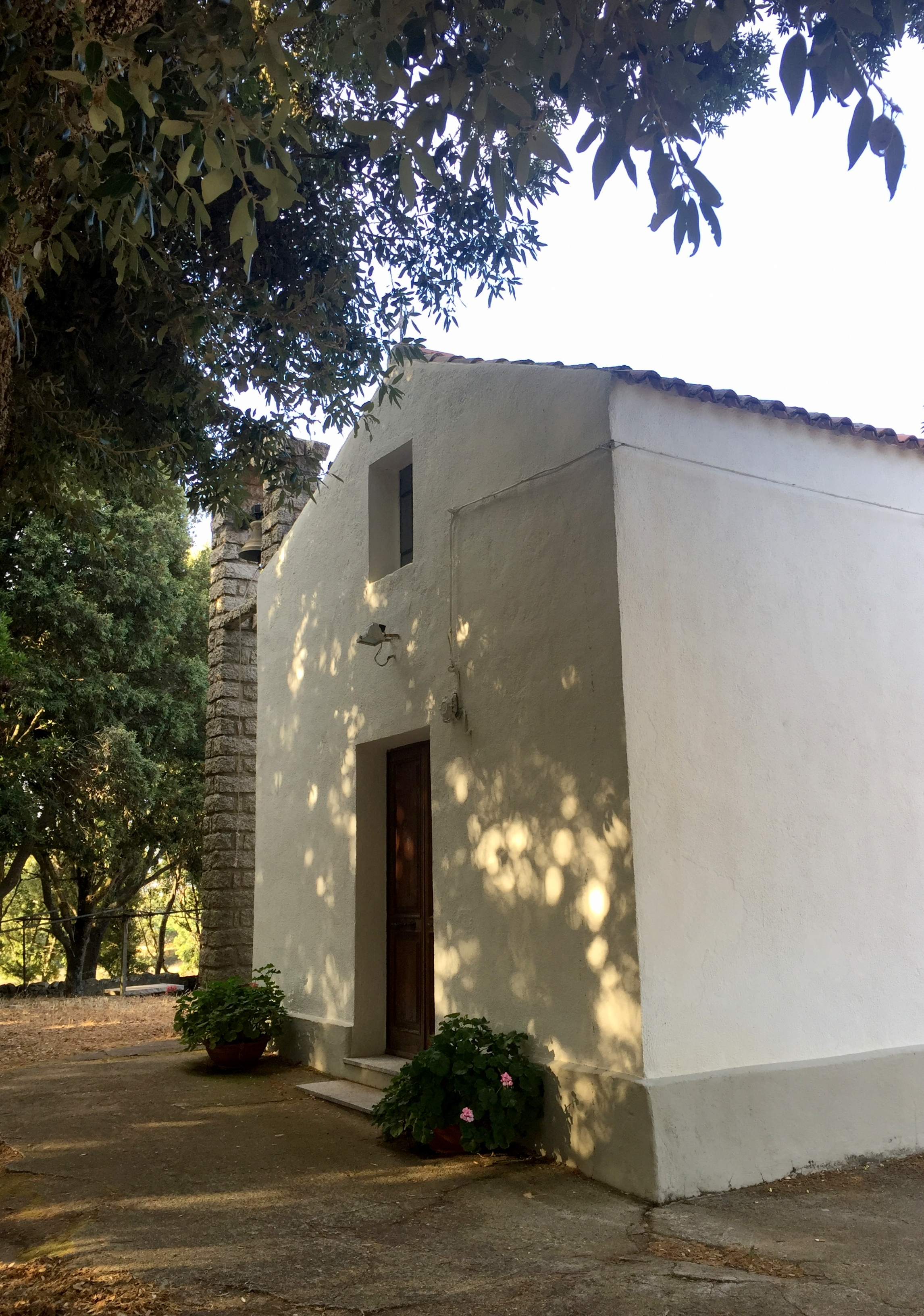
L'église Notre-Dame-de-la-Paix de Bonaita.
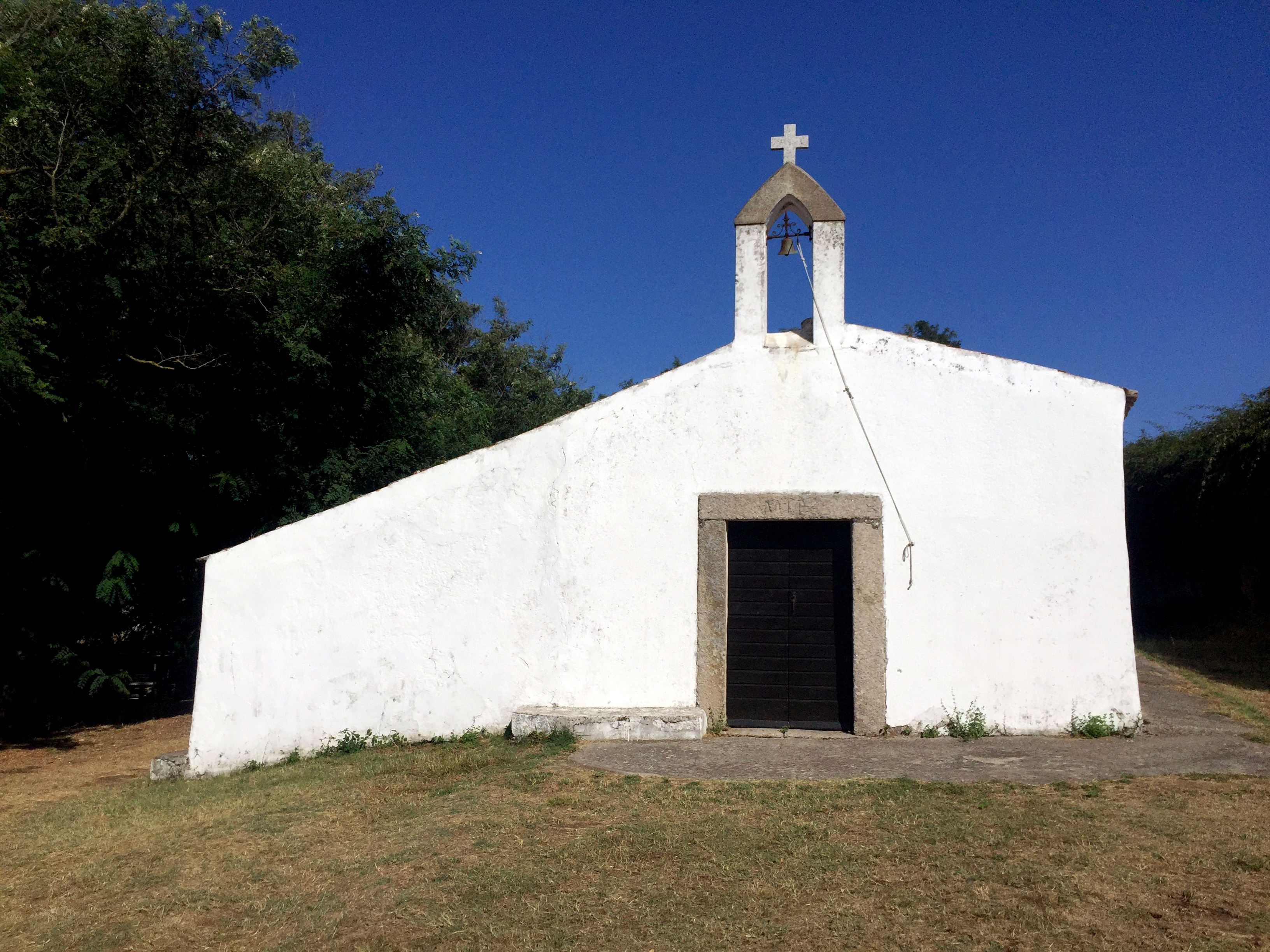
L'église Saint-Pierre de Ruda.
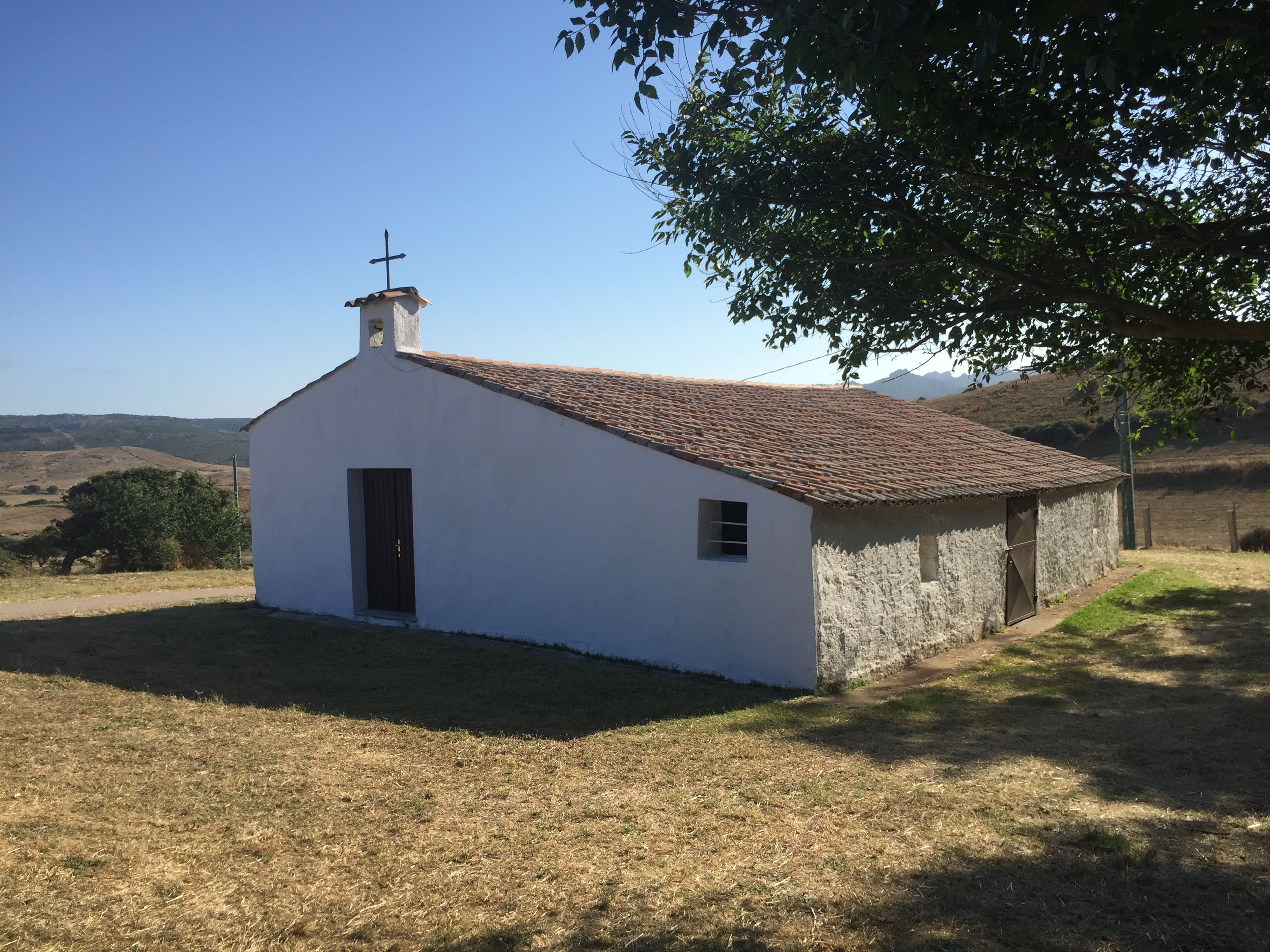
L'église Saint-Jacques.
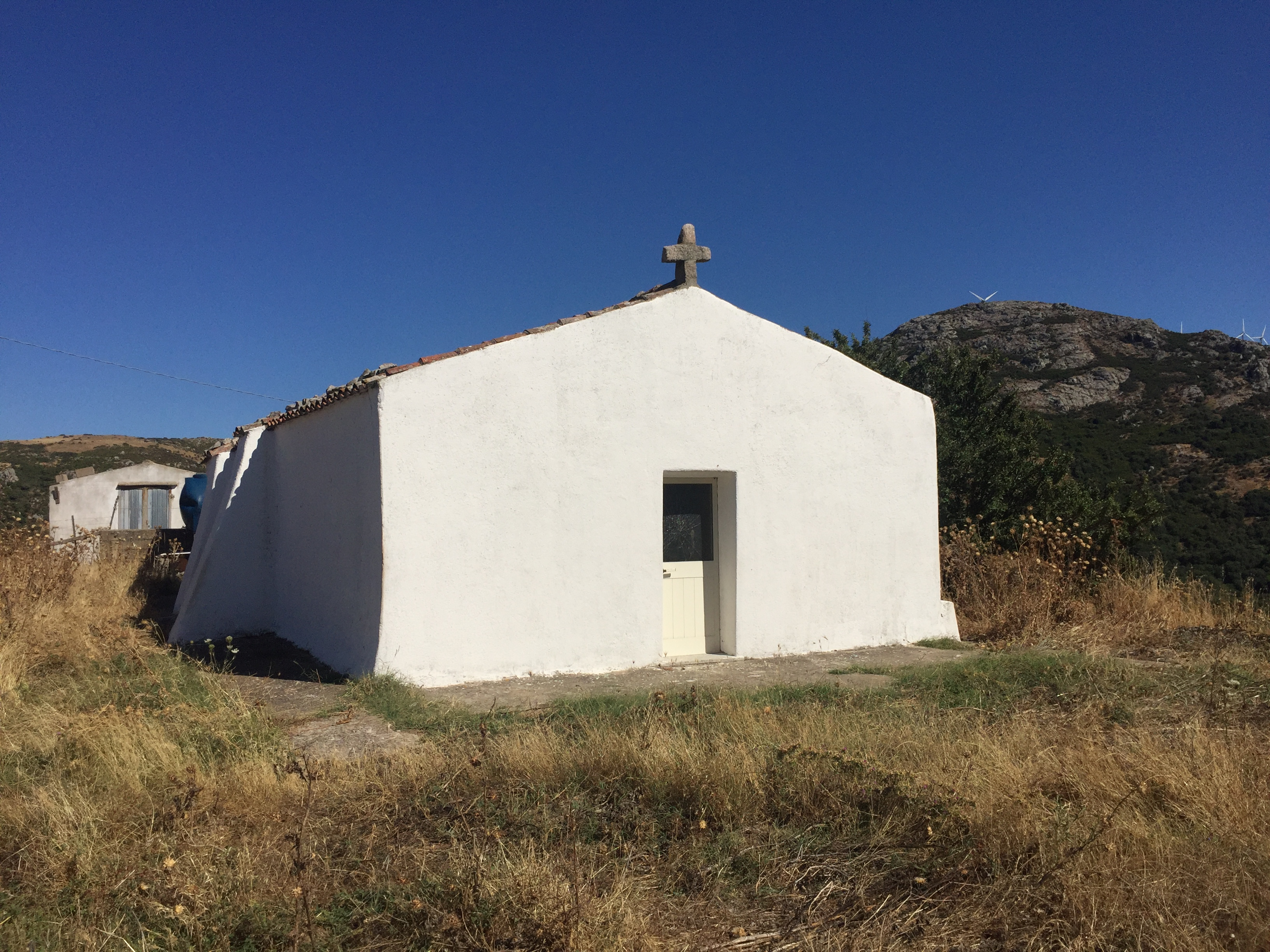
L'église Saint-Lussorio.

#### Églises disparues
Des études locales et toponymiques révèlent la probable existence passée d'au moins quatre églises disparues, :
- l'église Saint-Agathe, chiese di Santa Jatta (Sant'Agata) ;
- l'église Saint-Catherine, chiese di Santa Cantalina (Santa Caterina d'Alessandria) ;
- l'église Saint-Chilgu (San Quirico) ;
- l'église Saint-Sébastien (Sant'Ubaldu).

### Aggius dans la culture
Outre l'italien, la langue galluraise ainsi que la langue corse sont pratiquées à Aggius, comme en témoigne l'existence du prix Agghju (signifiant Aggius en gallurais) de poésie qui récompense annuellement une poésie dans chacune de ces deux langues.
Le vidéo-clip de la chanson Il nuovo ordine du groupe Tre allegri ragazzi morti a été tourné à Aggius en 2013.

#### Chant polyphonique

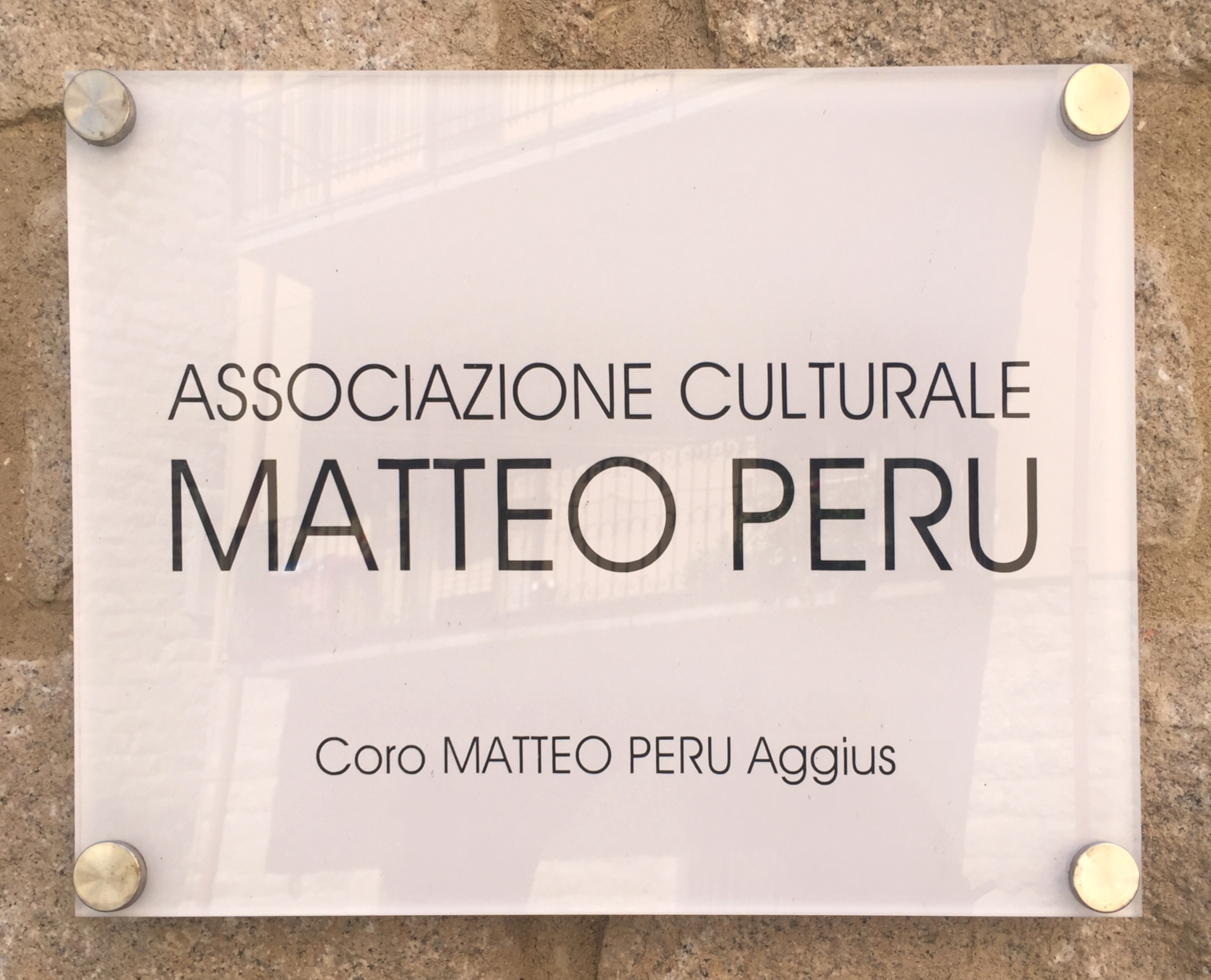
Plaque du lieu de répétition du chœur « Matteo Peru ».

Deux chœurs de chant polyphonique possèdent une certaine notoriété sur l'île, en Italie et au-delà : le chœur « Il Coro di Aggius (d) - galletto di Gallura » et dans une moindre mesure le chœur « Matteo Peru ». Le premier chœur d'Aggius est créé dans les années 1880 et comptait cinq membres : Cicciu Aunitu, Giogo Spezzigu, Anton Pietro Cannas, Pietro Sanna et Pietro Paolo Peru. En 1927, Andrea Peru remplace Cicciu Aunitu et Salvatore Stangoni (d) remplace Pietro Paolo Peru. En 1928, le chœur a l'occasion de chanter pour Gabriele D'Annunzio près du Lac de Garde, (il était accompagné par Gavino Gabriel). C'est Gabriele D'Annunzio qui donne à Salvatore Stangoni (d) le surnom de « galletto di Gallura » (jeune coq de Gallura). Dans les années 1950, le chœur se divise en deux chœurs :
- le chœur aujourd'hui nommé Matteo Peru, d'après un chanteur né à Aggius (1914-2004), aux influences chrétiennes ;
- le chœur Galletto di Gallura plus proche des idées communistes.

Ce dernier est dirigé jusqu'à sa mort par Salvatore Stangoni, puis par Leonardo Biosa jusqu'en 1992. Dans les années 2010, la mémoire de Salvatore Stangoni ainsi que celles d'autres personnalités d'Aggius du chant polyphonique, sont encore régulièrement localement honorées.

### Personnalités liées à la commune
- Michele Andrea Tortu (d) (1834-1888), prêtre et poète, né à Aggius[71]. Il semble également qu'il ait été investi dans le système judiciaire de la « rasgioni »[72] alors même qu'il est contemporain de l'opposition meurtrière entre les familles Mamia et Vasa (lire ci-dessous le passage à propos de Sebastiano Tansu (d)).

- Michele Pisano (d) (1857-1925), avocat et poète, né à Aggius[73]. La scuola secondaria di primo grado de la ville porte son nom.

- Andrea Vasa (1914-1980), philosophe italien né à Aggius[74].
À noter qu'Andrea Vasa a participé à la rédaction d'une anthologie (éditée post-mortem en 1990) à la fois de Michele Andrea Tortu et de Michele Pisano : Poeti di Aggius : Michele Andrea Tortu - Michele Pisano (voir la bibliographie).

- Elio De Cupis (it) (1924-1944), résistant sarde au fascisme, est né à Aggius[75].

- Salvatore Stangoni (d) (mort en 1981), choriste du chœur polyphonique « Il Coro di Aggius », surnommé le « galletto di Gallura »[69].
- Tonio Biosa (d) (né le 14 mars 1942 à Aggius), journaliste à La Nuova Sardegna et auteur d'un ouvrage de référence sur l'histoire d'Aggius[76].

- Marino Curnis (1973-), voyageur-marcheur italien, vit à Aggius[77].

- Matteo Peru (d) (1914-2004), chanteur, né à Aggius.

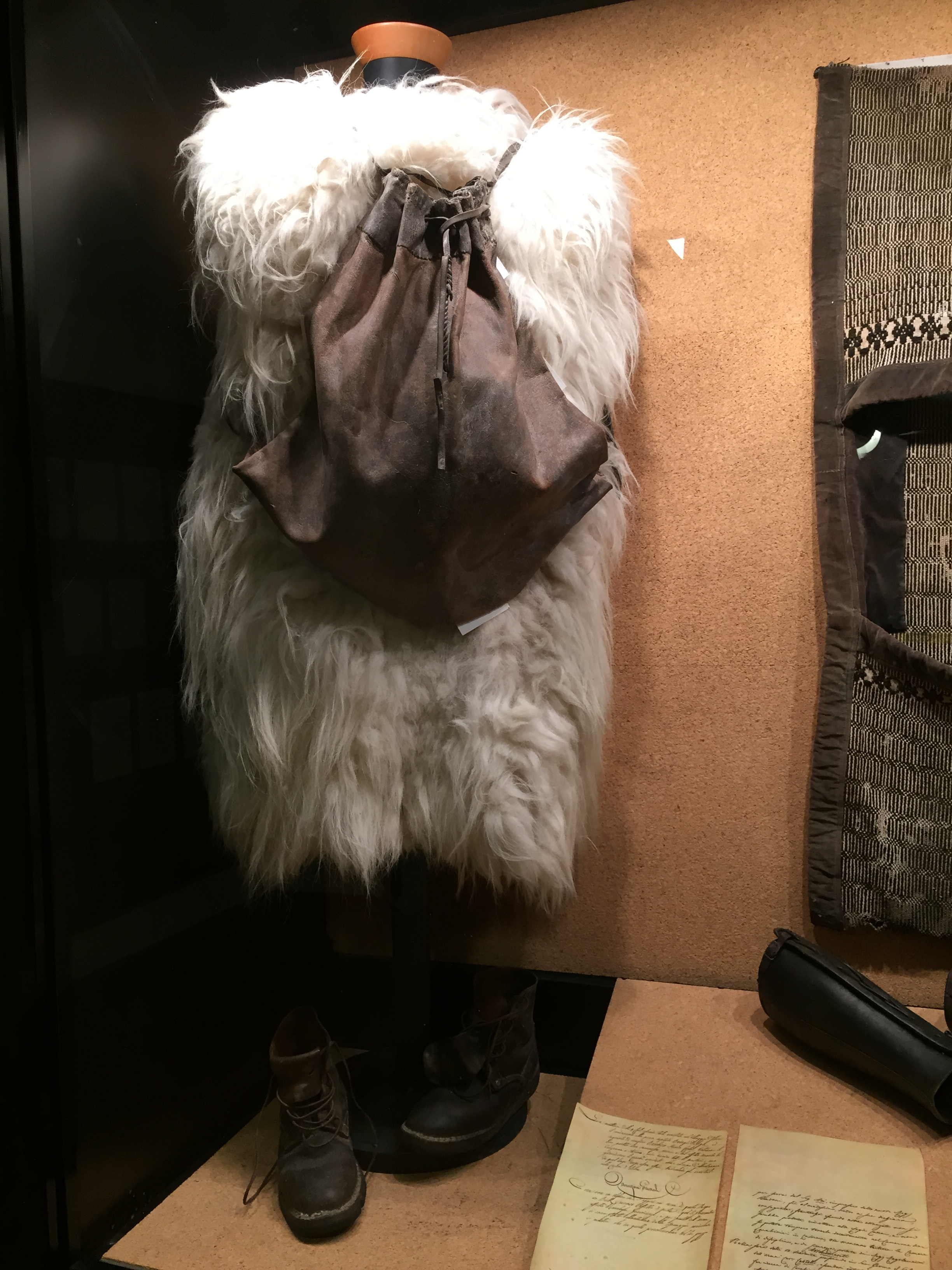
Vêtement et cartouchière qu'il aurait confectionné lui-même de (conservés au musée du banditisme).

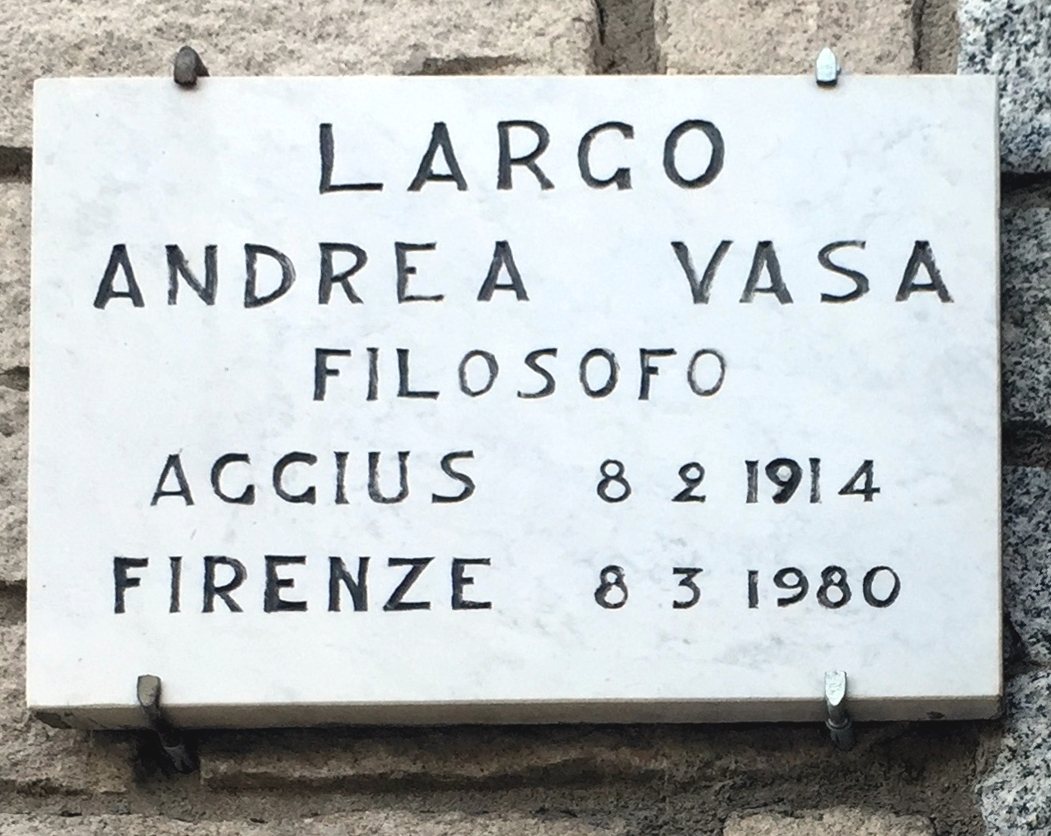
La plaque du Largo Andrea Vasa à Aggius.
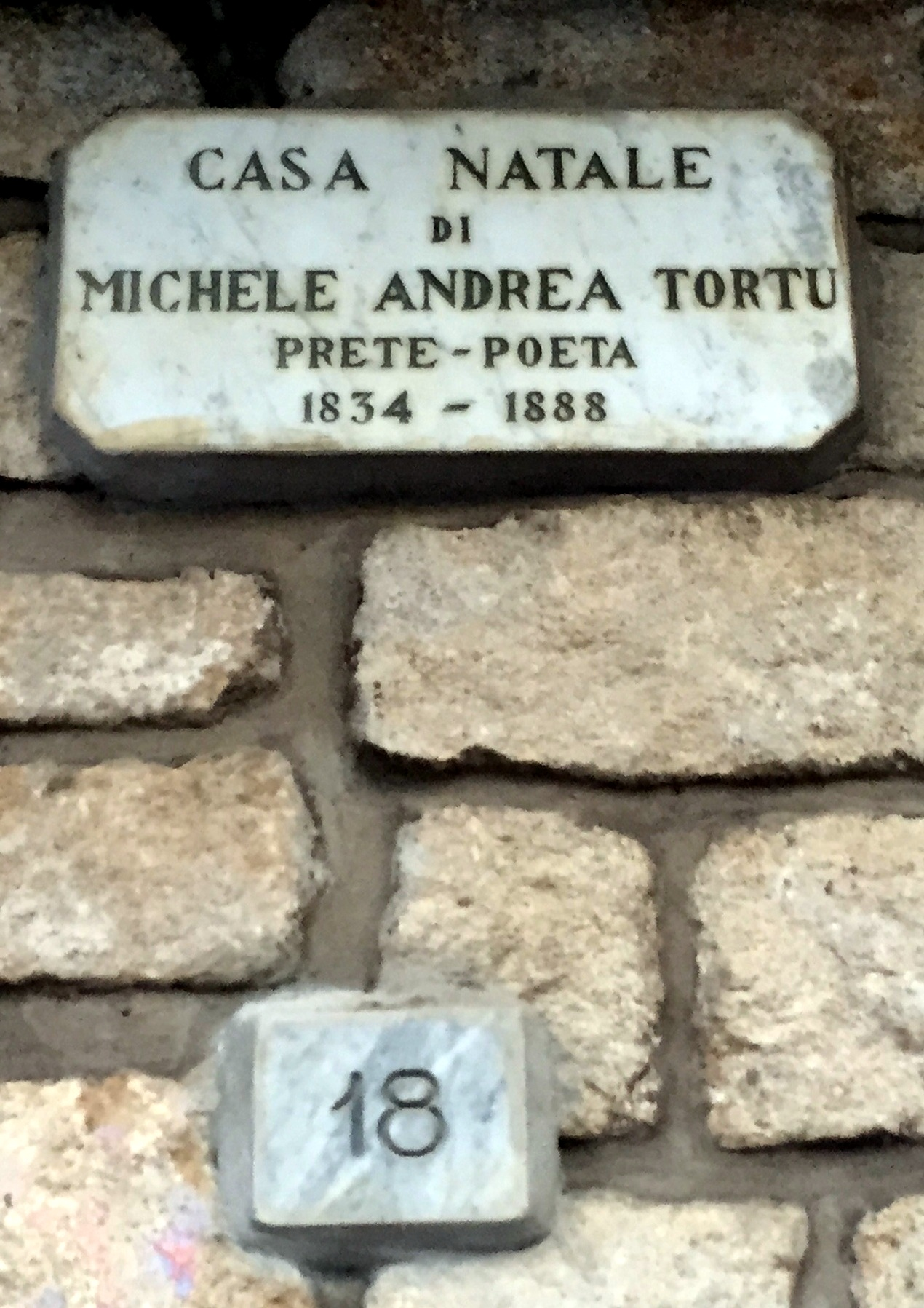
Plaque sur la maison natale de Michele Andrea Tortu.
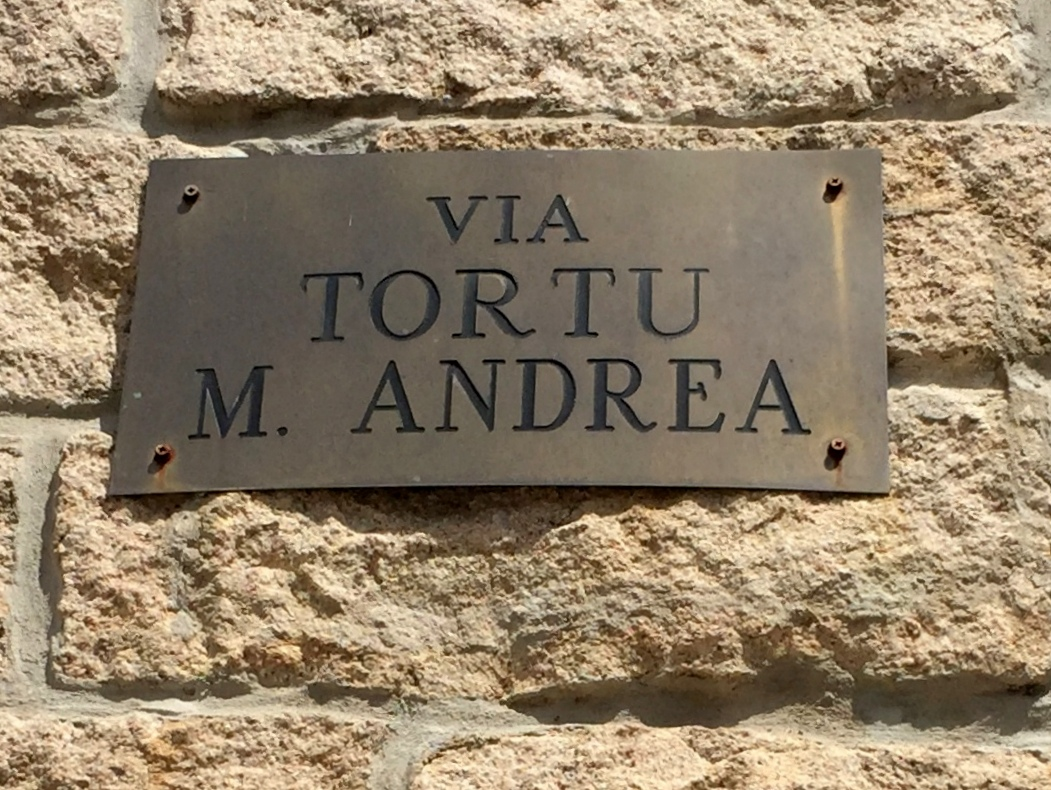
Plaque de la Via Tortu M. Andrea.

#### Bandits célèbres
Le banditisme à Aggius et en Gallura consistait d'une part à l'exercice d'un certain nombre d'activités hors-la-loi mais également à la participation à des oppositions entre familles rivales.
- Sebastiano Tansu (d) ou Bastiano Tansu (1827-1858) surnommé « le muet de Gallura » (Il muto di Gallura), possiblement né à Aggius, est un hors-la-loi du XIXe siècle connu pour ses actes de banditisme dans la région[78],[79]. Il est particulièrement connu pour avoir inspiré le personnage principal du roman historique Il Muto di Gallura écrit par Enrico Costa (publication en 1895) et dont l'action se déroule à Aggius (voir la bibliographie). Apparenté à la famille Vasa, il est partie prenante de la guerre (qui aurait fait une centaine de morts) opposant cette dernière à la famille Mamia de 1849 à 1856[80],[81].
- Petru Mamia (mort en 1803), bandit de la région d'Aggius de la fin du XVIIIe siècle[82] : bien que détesté par la population (contrairement à d'autres bandits de la région), il reste impuni.

### Bibliographie

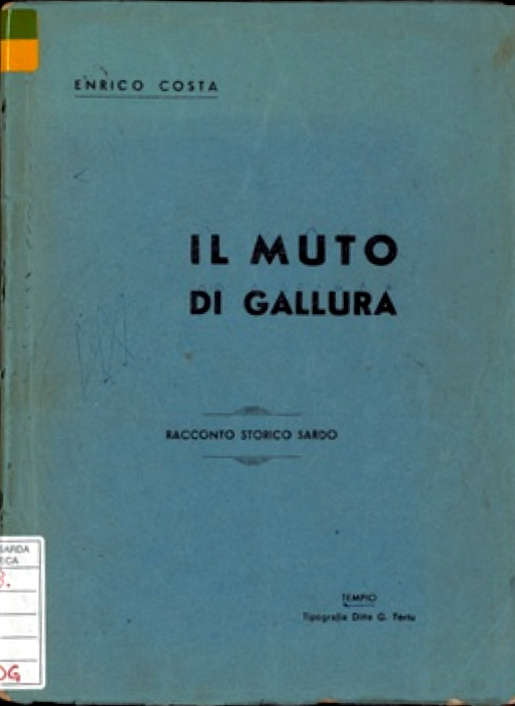
Couverture du roman historique Il Muto di Gallura dans son édition de 1912.